# Patella partita
Die Patella partita (lateinisch patella = Schüssel, Teller; partiri = teilen) ist eine Störung der Ossifikation der Kniescheibe ohne eigentlichen Krankheitswert.

## Ursachen

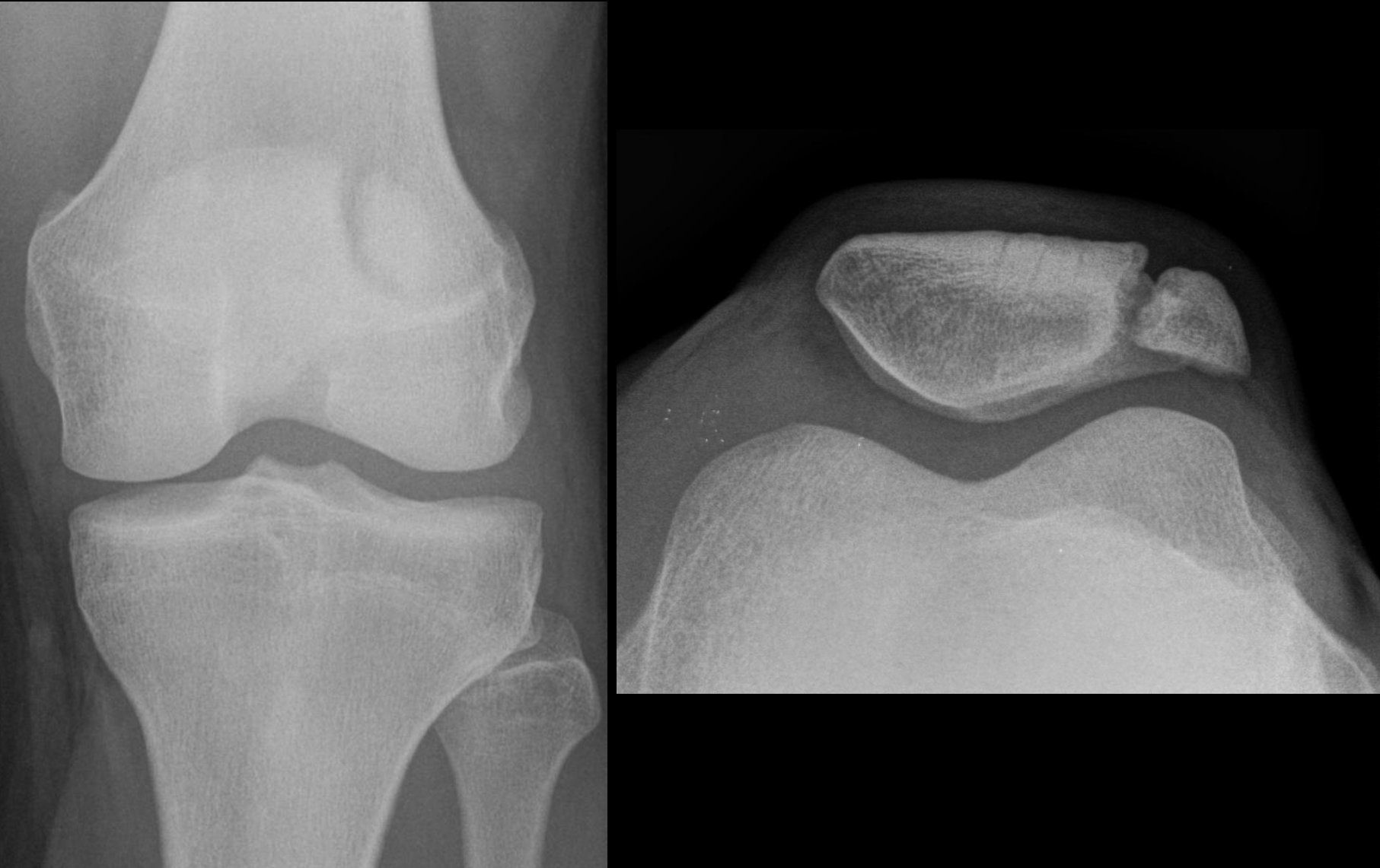
Röntgenbild einer Patella bipartita in zwei Ebenen abgebildet: links von vorne nach hinten, rechts tangential bei gebeugtem Knie

Die Kniescheibe ist zunächst knorpelig angelegt und bildet sich aus mehreren Knochenkernen (Ossifikation), die im Laufe des Wachstums verschmelzen. Bleibt diese  aus, entsteht eine im Röntgenbild sichtbare scheinbare Teilung der Kniescheibe in zwei (Patella bipartita), drei (Patella tripartita) oder mehrere (Patella multipartita) Anteile. Die umgebende knorpelige Anlage ist nicht geteilt.
Die Ursache der fehlenden Verschmelzung ist nicht bekannt, wobei vermutlich lediglich eine Verzögerung der Verschmelzung vorliegt.

## Klinik
Die Veränderung macht in aller Regel keine Beschwerden und wird als Zufallsbefund im Röntgenbild entdeckt.
Jungen sind 9 × häufiger betroffen.
Typischerweise tritt die Veränderung einseitig und am oberen äußeren Patellaanteil auf.
Gelegentlich treten belastungsabhängige Beschwerden auf, ähnlich der Chondropathia patellae.

## Diagnostik

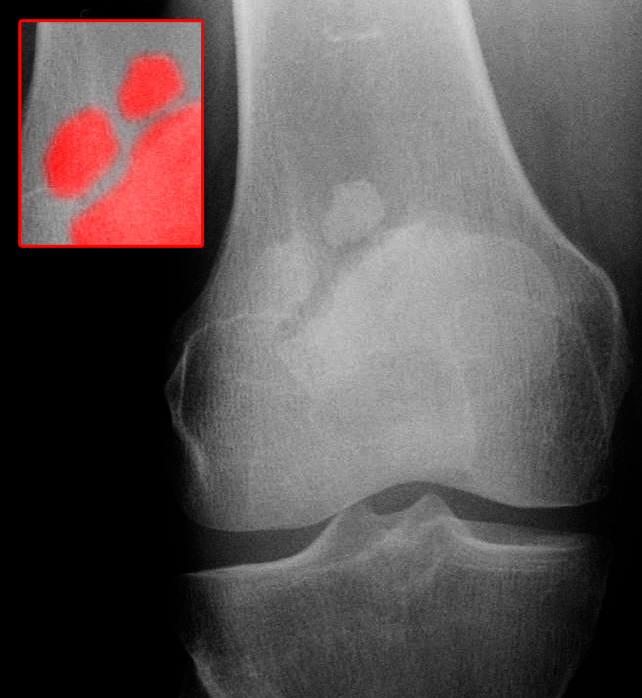
Röntgenbild einer Patella tripartita – die Anteile der Kniescheibe sind im roten Kasten eingefärbt.

Die Diagnose wird im Röntgenbild gestellt. Die unverbundenen Anteile finden sich meist im oberen/seitlichen Rand der Kniescheibe.
Gelegentlich macht die Abgrenzung zum frischen Bruch der Kniescheibe Schwierigkeiten.
In unklaren Fällen erlaubt die Kernspintomographie eine sichere Diagnosestellung.

## Therapie
Eine Behandlung ist nur in seltenen Fällen notwendig. Gelegentlich sind bei stärkeren Schmerzen entzündungshemmende Medikamente hilfreich. Nur ausnahmsweise müssen unverbundene Anteile der Kniescheibe operativ entfernt werden.

## Differentialdiagnose
Abzugrenzen ist ein pseudarthrotisch nicht verheilter Bruch der Kniescheibe. Die Ränder des Bruches sind dabei auch abgerundet und mit Corticalis überzogen.